# 全国和菓子協会
全国和菓子協会（ぜんこくわがしきょうかい、英文名称：Japan Wagashi Association）は、和菓子を後世に伝え残すことを目的に1950年（昭和25年）に設立された業界団体。

## 概要
戦後の混乱が続いていた1950年（昭和25年）6月、初代会長・黒川武雄の考えに共鳴した同業者が寄り集まって設立された（設立当時全国生菓子協会）。当初は親睦を目的とした団体であったが、1961年（昭和36年）にシンボルマークとして「和菓子マーク」を制定すると組織強化を図り活動を活発化していった。1979年（昭和54年）に毎年6月16日を「和菓子の日」と定め、毎年さまざまなイベントを主催している。

### 選・和菓子職
全国和菓子協会が主催する、和菓子作りの伝統的・高度な製造技術を全国的に統一して公平に評価し認定する制度。2007年（平成19年）から開催されており、2012年（平成24年）に「伝統和菓子職部門」が創設。2015年（平成27年）からは2つの部門が交互に隔年で開催されている。
優秀和菓子職部門
創作的な手作り和菓子の技術を認定する。形よく効率的に作ることを主眼に置いており、手順などが総合的に審査される。
伝統和菓子職部門
伝統的な和菓子製造の優れた技術を認定する。技術に加えて「伝統和菓子職」に相応しい人格も求められ、応募には所定の推薦者による推薦が必要となる。

## 主な会員
団体
- 京都和菓子協会
- 大阪府生菓子協同組合

企業・和菓子店
- 北海道
  - 新倉屋（小樽市）
  - 北の自然菓 柳月（河東郡音更町）
  - はこだて柳屋（函館市）

- 岩手県
  - 大丸屋（盛岡市）
  - 松栄堂（一関市）
  - 菓子処おざわ（一関市）
  - 三陸菓匠さいとう（大船渡市）

- 宮城県
  - 九重本舗 玉澤（仙台市太白区）

- 秋田県
  - 三松堂（秋田市）
  - 岡田製菓（秋田市）
  - 勝泉堂湊屋（秋田市）
  - 勝月（秋田市）
  - 旭南高砂堂（秋田市）
  - かおる堂（秋田市）
  - 菓子舗榮太楼（秋田市）
  - 木村屋商店（横手市）
  - フレンドール（横手市）
  - 菓子舗一ノ関（大館市）

- 山形県
  - 乃し梅本舗 佐藤屋（山形市）
  - 十一屋（山形市）
  - 木村屋（鶴岡市）
  - 杵屋本店（上山市）

- 栃木県
  - うさぎや（宇都宮市）
  - マスキン（宇都宮市）
  - 紀州屋（鹿沼市）
  - 黒子松屋（鹿沼市）
  - 山本總本店（栃木市）
  - 乙女屋（小山市）

- 群馬県
  - 栄光堂（前橋市）
  - 新妻屋（前橋市）
  - 鉢の木七冨久（高崎市）

- 埼玉県
  - 磯崎家本舗（越谷市）

- 千葉県
  - ささや（千葉市稲毛区）
  - もりしん（千葉市若葉区）
  - 船義製菓（船橋市）
  - 米屋（成田市）
  - 房洋堂（館山市）

- 東京都
  - 亀澤堂（千代田区）
  - さゝま（千代田区）
  - 庄之助（千代田区）
  - 鶴屋八幡（千代田区）
  - 宝来屋本店（千代田区）
  - 神田橘昌文錢堂（千代田区）
  - 榮太樓總本舗（中央区）
  - 菊廼舎本店（中央区）
  - 銀座あけぼの（中央区）
  - 塩瀬総本家（中央区）
  - 翠江堂（中央区）
  - 清月堂本店（中央区）
  - 鶴屋吉信（中央区）
  - 東京凮月堂（中央区）
  - 日本橋清寿軒（中央区）
  - 人形焼本舗板倉屋（中央区）
  - 文明堂 日本橋店（中央区）
  - 文明堂 東銀座店（中央区）
  - 三原堂本店（中央区）
  - 和菓子司 老舗日本橋日月堂（中央区）
  - 赤坂青野（港区）
  - 赤坂雪華堂（港区）
  - 赤坂鳳月堂（港区）
  - 麻布青野総本舗（港区）
  - 御菓子司 文銭堂本舗（港区）
  - カステラ本家福砂屋（港区）
  - 菊家（港区）
  - 芝神明榮太樓（港区）
  - 秋色庵大坂家（港区）
  - 新正堂（港区）
  - 虎屋	（港区）
  - 福茶屋（港区）
  - 丸万（港区）
  - 飯田橋萬年堂（新宿区）
  - 栄光堂（新宿区）
  - 追分だんご本舗（新宿区）
  - おゝき屋（新宿区）
  - 神楽坂 梅花亭本店（新宿区）
  - 新宿中村屋（新宿区）
  - たいやき わかば（新宿区）
  - 花園万頭（新宿区）
  - 文明堂 新宿店（新宿区）
  - 御菓子処 扇屋（文京区）
  - 御菓子司 むさしや（文京区）
  - 本郷 三原堂（文京区）
  - 上野凮月堂（台東区）
  - うさぎや（台東区）
  - 岡埜栄泉（台東区）
  - 花月堂本店（台東区）
  - 龍昇亭西むら（台東区）
  - 東洋庵（台東区）
  - 言問団子（墨田区）
  - 長命寺桜もち（墨田区）
  - 榮太樓 深川支店（江東区）
  - 亀家朝道（江東区）
  - 御菓子司 越路（品川区）
  - 聖護院八ツ橋総本店 東京支店（品川区）
  - 製菓実験社（品川区）
  - 亀屋万年堂（目黒区）
  - 大沢商店（目黒区）
  - さか昭（目黒区）
  - 蜂の家（目黒区）
  - 雅庵（目黒区）
  - 風林堂（目黒区）
  - 大黒屋（大田区）
  - 田園調布 あけぼの（大田区）
  - 吉田屋（大田区）
  - 和菓子処 清野（大田区）
  - 翁屋（大田区）
  - 亀屋	（世田谷区）
  - 下北沢青柳（世田谷区）
  - 和菓子処 八洲（世田谷区）
  - ふるや古賀音庵（渋谷区）
  - むさしの玉屋（中野区）
  - 西荻窪 三原堂（杉並区）
  - 池袋 紅谷（豊島区）
  - 松月堂（豊島区）
  - 千成もなか本舗（豊島区）
  - 御菓子司 喜津禰（豊島区）
  - 泉屋（北区）
  - 喜屋（北区）
  - 草月（北区）
  - 松月堂（荒川区）
  - 羽二重団子（荒川区）
  - 奥州堂（板橋区）
  - 大谷口 双月庵（板橋区）
  - 梅香亭（板橋区）
  - あわ家 惣兵衛（練馬区）
  - いま坂どら焼 神馬屋（練馬区）
  - 栄泉（練馬区）
  - 新盛堂（練馬区）
  - 竹紫堂（練馬区）
  - 武州庵 いぐち（練馬区）
  - 両口屋是清（練馬区）
  - 大江戸（足立区）
  - 御菓子司 伸光堂（足立区）
  - 喜田家（足立区）
  - 小岩・岡埜栄泉（江戸川区）
  - 御菓子司 雄月堂（八王子市）
  - 和菓子処 花門（立川市）
  - 梅菓匠 にしむら（青梅市）
  - 紅梅苑（青梅市）
  - は万の（青梅市）
  - 元木屋（昭島市）
  - 千代富 清風堂（調布市）
  - まちだ庵 若葉堂（町田市）
  - 高幡まんじゅう 松盛堂（日野市）
  - 狛江凮月堂（狛江市）

- 神奈川県
  - 文明堂（横浜市中区）
  - 銚子屋（横浜市中区）
  - 磯子風月堂（横浜市磯子区）
  - 御菓子司 名月（横浜市金沢区）
  - 菓子匠 末広庵（川崎市川崎区）
  - 右京（小田原市）
  - ちもと（足柄下郡箱根町）

- 新潟県
  - 大阪屋（新潟市江南区）
  - 小冨士屋（新潟市西蒲区）
  - 米百表本舗（長岡市）
  - 越乃雪本舗大和屋（長岡市）
  - かなざわ総本舗（上越市）

- 山梨県
  - 御菓子司すがや（都留市）
  - 桔梗屋（笛吹市）

- 長野県
  - 花柳（松本市）
  - 大西屋（伊那市）
  - 千登勢菓子店（上伊那郡高遠町）

- 富山県
  - 引網香月堂（高岡市）
  - 山岸ちまき本舗（氷見市）

- 石川県
  - 中田屋（金沢市）
  - あめの俵屋（金沢市）
  - 浦田甘陽堂（金沢市）
  - 落雁 諸江屋（金沢市）
  - 山中石川屋（加賀市）
  - 松葉屋（小松市）
  - 彩霞堂（白山市）

- 岐阜県
  - 銘豊製菓園（山県市）
  - 槌屋	（大垣市）
  - 金蝶園総本家（大垣市）
  - 御菓子処 梅乃井（羽島郡笠松町）
  - パティスリー小菊 四ツ角屋（羽島郡笠松町）
  - 御菓子司 小梅（羽島郡笠松町）
  - 松栄堂本舗（羽島郡笠松町）
  - 兆司家（羽島郡笠松町）
  - 肉桂餅本舗 いげたや（揖斐郡池田町）

- 静岡県

  - 菓子舗 間瀬（熱海市）

- 愛知県
  - 亀屋芳広（名古屋市熱田区）
  - きよめ餅総本家（名古屋市熱田区）
  - 美濃忠（名古屋市中区）
  - 両口屋是清（名古屋市中区）
  - 納屋橋饅頭 万松庵（名古屋市中区）
  - 御菓子所 しらいし（名古屋市千種区）
  - 長寿園菓子舗（名古屋市昭和区）
  - 山田餅本店（名古屋市瑞穂区）
  - 備前屋（岡崎市）
  - お菓子処岩井本店（犬山市）
  - 松屋長春（稲沢市）

- 三重県
  - 菓匠庵 平和堂（四日市市）
  - 和菓子屋富貴堂（四日市市）
  - 御菓子處 とらや勝月（鈴鹿市）
  - 柳屋奉善（松阪市）

- 滋賀県
  - 叶匠壽庵（大津市）
  - 梅元老舗（野洲市）
  - 古川日登堂（彦根市）
  - 御菓子司 大彌（甲賀市）
  - お菓子司 しろ平老舗（愛知郡愛荘町）
  - かぎや菓子舗（蒲生郡日野町）

- 京都府
  - 亀屋良長（京都市下京区）
  - 俵屋吉富（京都市上京区）
  - 塩芳軒（京都市上京区）
  - 鶴屋吉信（京都市上京区）
  - 尾張屋（京都市中京区）
  - 鼓月	（京都市中京区）
  - 吉水園（京都市東山区）
  - 大原女家（京都市東山区）

- 大阪府
  - 夢菓匠 冨久屋（大阪市都島区）
  - 御菓子司 絹笠（大阪市旭区）
  - 鶴屋八幡（大阪市中央区）
  - 菊屋	（大阪市中央区）
  - 大阪の駿河屋（大阪市中央区）
  - 三都屋（大阪市中央区）
  - 浪芳庵（大阪市中央区）
  - 庵月（大阪市中央区）
  - 松葉屋（大阪市天王寺区）
  - 天王寺源氏堂（大阪市天王寺区）
  - 福田屋（大阪市阿倍野区）
  - 浪花餅（大阪市阿倍野区）
  - 河内駿河屋（大阪市東住吉区）
  - ばいこう堂（大阪市西区）
  - 高砂堂（大阪市西区）
  - 大六堂（大阪市大正区）
  - 平和堂（大阪市大正区）
  - 釣鐘屋本舗（大阪市浪速区）
  - 甘泉堂（大阪市西成区）
  - リクロー（大阪市西成区）
  - 千壽堂春蘭（大阪市生野区）
  - あもや南春日（大阪市生野区）
  - 平野郷菓 梅月堂（大阪市平野区）
  - 幸成堂（大阪市住之江区）
  - 御菓子司 梅屋（大阪市城東区）
  - 浪速育松月（大阪市北区）
  - 伊富貴（豊中市）
  - 栄久堂吉宗（豊中市）
  - 松家本舗（池田市）
  - 香月（池田市）
  - 高砂（吹田市）
  - 御菓子司 津村屋（吹田市）
  - 御菓子司守口つくし（守口市）
  - まむ多（門真市）
  - 絹笠商事（門真市）
  - 虎屋（寝屋川市）
  - 御菓子処 つくし（寝屋川市）
  - 呼人堂（枚方市）
  - 大黒屋（枚方市）
  - 栄久堂吉宗（四條畷市）
  - 花園創菓庵 松一（東大阪市）
  - 御菓子司 吉乃屋（藤井寺市）
  - 和菓子工房 あん庵（富田林市）
  - 友井堂（河内長野市）
  - おかよし（堺市堺区）
  - 福壽堂秀信（堺市堺区）
  - 小島屋（堺市堺区）
  - 大寺餅河合堂（堺市堺区）
  - かん袋（堺市堺区）
  - 美乃や（堺市西区）
  - 浜寺餅 河月堂（堺市西区）
  - 御菓子司 錦屋（堺市西区）
  - 菓匠 式部庵（堺市東区）
  - ふる里（泉大津市）
  - だんぢり屋製菓（岸和田市）
  - 銘菓創庵 むか新（泉佐野市）
  - 福助（高槻市）
  - 青木松風庵（泉南郡岬町）

- 兵庫県
  - 亀井堂総本店（神戸市中央区）
  - 本高砂屋（神戸市東灘区）
  - 常盤堂（神戸市東灘区）
  - あおやま菓匠（芦屋市）
  - 芦屋柳月堂玉川（芦屋市）
  - 藤江屋分大（明石市）
  - 春光堂（加古川市）

- 奈良県
  - 千壽庵吉宗（奈良市）
  - 千珠庵きく川（五條市）
  - 雲水堂（磯城郡田原本町）

- 和歌山県
  - 鈴屋（田辺市）

- 徳島県
  - 日の出楼（徳島市）
  - 和菓子処山陽堂（小松島市）

- 香川県
  - 夢菓房たから（高松市）

- 愛媛県
  - 一六本舗（松山市）
  - 中野本舗（松山市）

- 福岡県
  - つか菓子舗（福岡市南区）
  - 左衛門（古賀市）

- 熊本県
  - きくもとや（熊本市）

- 大分県
  - 但馬屋老舗（竹田市）